# ديانا الحديد
ديانا الحديد (بالإنجليزية: Diana al-Hadid) (مواليد 1981) هيَ فَنانة مُعاصرة تَصنع التماثيل والمنشآت واللَّوحات والرسومات باستخدام وسائل الإعلام المختلفة. وُلدت في حلب/سوريا، في عام 1981، تَعيش حالياً وتعمل في بروكلين/نيويورك.

## نَشأتها وتَعليمها
وُلدت دَيانا في حلب، سوريا في عام 1981. هاجَرت مَع عائِلَتِها إلى كانتون-أوهايو. وأرادت في سن الحادية عشر أن تكون فنانة، ساعدتها تجربتها كَمُهاجِرة إلى بَلَد جديد في تَعَلُّم كيفية التنقل والمنح.
في عام 2003، حَصَلت ديانا على بكالوريوس الفنون الجميلة في النحت من جامعة كينت الحُكومية في ولاية أوهايو. في عام 2007، تَلَقَّت تِمثال مِن وَزارة الخارجية في جامعة فرجينيا كومونولث، ريتشموند (2005).

## العمل
تَظهر أعمال ديانا على الصعيد الدولي في كَثير مِنَ الأحيان. حَيثُ أن لَها مَنحوتات، لَوحات، ورسومات تشير إلى «الفن في القرون الماضية». حَيثُ تَستنِد في مصادر أفكارها إلى الأدب، التاريخ، التشريح، العمارة، علم الكون، والفيزياء. كانَ عَمَلُها يَطمس الحدود بين المجاز والتجريد. وصفت ديانا أعمالها بال«العمارة المستحيلة». لمنحوتاتها الكثير من المصادر المتناقضة لأجل مواجهة الصوفية والتفاهم العلمي في العالم. حَيثُ تَقول دَيانا «أنا لا أسعى لاكتشاف من أنا من خلال عملي. بل علي اكتشاف تلك الأشياء التي تجعل الأشياء أقل منطقية بالنسبة إلي، حيث أن دائما هناك شيء جديد لاكتشافه». تَبني دَيانا مَنحوتاتها في أجزاء مما يمكن من تجميعها وتفكيكها.

## الملاحظات
1. ↑  Jean-Pierre Delarge (2001). Le Delarge | Diana AL-HADID (بالفرنسية). Paris: Gründ, Jean-Pierre Delarge. ISBN:978-2-7000-3055-6. LCCN:2001377249. OCLC:301671921. OL:12518095M. QID:Q20056651.
2. ↑  Jean-Pierre Delarge (2001). Le Delarge (بالفرنسية). Paris: Gründ, Jean-Pierre Delarge. ISBN:978-2-7000-3055-6. LCCN:2001377249. OCLC:301671921. OL:12518095M. QID:Q20056651.
3. ↑  "Diana al-Hadid". Diana al-Hadid. Art 21 | New York Close Up. مؤرشف من الأصل في 2017-01-28.
4. ↑  Cashdan، Marina (سبتمبر 2014). "Austria Bound". Surface ع. 111: 60. مؤرشف من الأصل (PDF) في 2020-05-19. اطلع عليه بتاريخ 2015-02-17.
5. 1 2 3 4  Litt، Steven (27 نوفمبر 2013). "The Akron Art Museum salutes Diana Al-Hadid, a Kent State grad in search of art world success - on her own terms". The Plain Dealer. Cleveland.com. مؤرشف من الأصل في 2018-06-12. اطلع عليه بتاريخ 2015-02-16.
6. ↑  Pollack، Barbara (نوفمبر 2012). "Diana Al-Hadid Makes a Sculpture" (PDF). ARTnews. مؤرشف من الأصل (PDF) في 2016-03-04. اطلع عليه بتاريخ 2015-02-16.
7. ↑  Al-Hadid، Diana. "Diana Al-Hadid". Diana Al-Hadid Personal Website. مؤرشف من الأصل في 2019-05-09. اطلع عليه بتاريخ 2015-02-17.
8. ↑  La Forge، Thessaly (10 سبتمبر 2014). "Artist Diana Al-Hadid on Fate, Form, and Freud—and Her New Exhibition at the Secession in Vienna". Vogue. CondeNast. مؤرشف من الأصل في 2017-01-13. اطلع عليه بتاريخ 2015-02-17.
9. ↑  Jungerberg، Tom؛ Smith، Anna؛ Borsh، Colleen (نوفمبر 2012). "Diana Al-Hadid: Identity and Heritage". Art Education. ج. 65: 25–32. ISSN:0004-3125.
10. ↑  "Diana Al-Hadid". dianaalhadid.com. مؤرشف من الأصل في 2019-05-09. اطلع عليه بتاريخ 2015-10-28.
11. 1 2  "Diana Al-Hadid - Artist's Profile - The Saatchi Gallery". www.saatchigallery.com. مؤرشف من الأصل في 2018-12-14. اطلع عليه بتاريخ 2015-10-28.
12. ↑   نسخة محفوظة 13 يناير 2012 على موقع واي باك مشين.
13. ↑  Belcove, Julie L. “Builder of Mysteries.” Art Basel Miami Beach magazine, December 2012 [وصلة مكسورة] نسخة محفوظة 1 مايو 2013 على موقع واي باك مشين.

## الوصلات الخارجية
- Images of works at Diana Al-Hadid's website
- http://www.guernicamag.com/art/1619/sculpture/ Online sculpture gallery] at Guernica Magazine]
- Diana Al-Hadid New York City Gallery
- Diana Al-Hadid Berlin Gallery
- Marianne Boesky Gallery